# Wide Grassfields jezici
Wide Grassfields jezici skupina od (67) južnih bantoid jezika koji se govore na području Kameruna i Nigerije: 
a) Menchum jezici (1) Kamerun: befang.
b) Narrow Grassfields jezici (63): 
b1. Fum, Nigerija.
b2. Mbam-Nkam jezici (35) Kamerun: 
a. Bamileke jezici (11): fe'fe', ghomálá', kwa', medumba, mengaka, nda'nda', ngiemboon, ngomba, ngombale, ngwe, yemba;
b. Ngemba (9): awing, bafut, bambili-bambui, bamukumbit, beba, kpati, mendankwe-nkwen, ngemba, pinyin;
c. Nkambe (7): dzodinka, kwaja, limbum, mbe', mfumte, ndaktup, yamba;
d. Nun (8): baba, bafanji, bamali, bambalang, bamenyam, bamun, bangolan, mungaka;
b3. momo (8) Kamerun: menka, meta', mundani, ngamambo, ngie, ngoshie, ngwo, njen.
b4. Ring jezici (17) Kamerun:
a. centar/Center (7): babanki, bum, kom, kuk, kung, mmen, oku;
b. istok/East (1): lamnso';
c. sjever/North; danas južna skupina (4): bamunka, kenswei nsei, vengo, wushi;
d. zapad/West (5): aghem, isu, laimbue, weh, zhoa;
b5. Neklasificirani (2)  Nigerija: nde-gbite, viti.
c) Zapadni Momo jezici (3) Kamerun: ambele, atong, busam

## Vanjske poveznice
- Ethnologue (14th)
- Ethnologue (15th)